# Konrad Mizzi

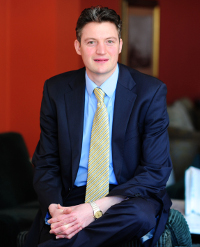
Konrad Mizzi (2012)

Konrad Mizzi (* 4. November 1977 in Paola) ist ein maltesischer Politiker. Er war seit 2017 der Minister für Tourismus von Malta. Von 2013 bis 2017 war er zuvor Minister für Energie und Wasserreinhaltung. Er ist Mitglied der Malta Labour Party. Am 26. November 2019 trat er von seinem Ministeramt zurück.

## Leben
Mizzi promovierte an der University of Nottingham in Finance. Vor Antritt des politischen Amtes war er bei maltesischen und britischen Unternehmen aktiv. So war er unter anderem Partner und Geschäftsführer des Energiebereichs bei der Beratungsgesellschaft Pcubed, und Manager bei Deloitte und der British Telecom.
Die maltesische Journalistin und Bloggerin Daphne Caruana Galizia warf Mizzi im Februar 2016 vor, Offshore-Konten in Panama und Trusts in Neuseeland eröffnet zu haben. Als zwei Monate später die Panama Papers veröffentlicht wurden, verlor Mizzi den Vorsitz der Partei.
Am 26. November 2019 trat Mizzi von seinem Amt als Tourismusminister zurück. Er wird verdächtigt, in den Mordfall an der Journalistin Daphne Caruana Galizia verwickelt zu sein.  
Zwei Wochen nach seinem Rücktritt erhielt Mizzi vom Chef der maltesischen Tourismusbehörde, Johann Buttigieg, einen Beratervertrag, dotiert mit netto 6.700 Euro pro Monat plus Oberklasse-Dienstwagen mit Chauffeur. Am 27. Januar 2020 nominierte die neue maltesische Regierung Mizzi als Leiter der parlamentarischen Delegation Maltas bei der OSZE. Nach öffentlichen Protesten gegen diese Vorgänge zog Ministerpräsident Robert Abela die Nominierung am darauffolgenden Tag zurück und sagte eine juristische Prüfung des Beratervertrags zu.

## Kabinette
- Kabinett Muscat I (Minister für Energie und Wasserreinhaltung; 2013 bis 2014)
- Kabinett Muscat II (Minister für Energie und Wasserreinhaltung; 2014 bis 2017)
- Kabinett Muscat III (Tourismusminister; 2017 bis 2019)